# Congresbury
Congresbury est un village et une paroisse civile du Somerset, en Angleterre. Il est situé sur la Yeo, à une vingtaine de kilomètres au sud-ouest de Bristol et à une dizaine de kilomètres à l'est de Weston-super-Mare. Administrativement, il relève de l'autorité unitaire du North Somerset. Au moment du recensement de 2011, il comptait 3 497 habitants.

## Étymologie
Le village tire son nom de Congar, un saint gallois du VIe siècle, avec le suffixe anglo-saxon burh désignant une place forte.